# Kehra
Kehra (německy Kedder) je estonské město v kraji Harjumaa. Do roku 2002 mělo vlastní statut a samosprávu, pak bylo sloučeno s okolní obcí Anija a stalo se jejím správním centrem.

## Dějiny
Oblast Kehry obývají lidé podle archeologických nálezů již tisíce let, na samotném území města je doloženo vesnické osídlení z přelomu 1. a 2. tisíciletí našeho letopočtu. Historicky zmiňuje Kehru poprvé Dánská kniha počtů v roce 1241 pod jménem Kether, resp. Kethera; nejspíše se jednalo o osídlení zejména na místě dnešní vesnice Kehra, nacházející se severně od města, a navazující severní části města, zvané Vana-asula („Stará osada“).
Vesnice se několikrát téměř vylidnila během válek a morových epidemií, ale vždy znovu postupně narostla do stejného rozsahu deseti až dvaceti usedlostí. Změnu ve struktuře osídlení přineslo založení nového panského sídla kolem roku 1630, kterému musel ustoupit vodní mlýn, doložený již od 14. století, a které zabralo pozemky několika usedlostí, ovšem celková velikost sídla se tím příliš nezměnila.
Výrazné změny přinesl až rok 1870, kdy území vesnice protla železniční trať z Tallinnu do Petrohradu. Snadná dostupnost a malebné břehy hojně vodnaté Jägaly proměnily Kehru ve vyhledávanou rekreační oblast, v níž přibývalo chat a nájemních domků.
Revoluce roku 1905 Kehru nepoznamenala. Zatímco všechna panská sídla v okolí byla vydrancována, nebo dokonce vypálena, Kehře se rozvášněný proletariát vyhnul. Historici to přičítají osobnosti tehdejší majitelky panství Marie von Ullrich, která byla známa jak svobodomyslností, tak dobrým zacházením s místními rolníky.
Roku 1919 se u Kehry odehrála průlomová bitva Estonské osvobozenecké války, v níž se estonským silám podařilo zastavit postup bolševiků na Tallinn útokem obrněného vlaku z Kehry na Vikipalu a přejít do protiofenzívy, která se zastavila až u Petrohradu.
Zásadním přelomem v rozvoji Kehry se stalo vybudování celulózky v letech 1936–1938. Souběžně s jejím uvedením do provozu vyrostla v Kehře sídliště pro tovární dělníky a začalo přibývat souvisících služeb a provozů. Kehra se postupně proměňovala z letoviska v průmyslové městečko. Tento vývoj na několik let přerušila sovětská okupace a válečné události — sověti celulózku v roce 1941 vyhodili do povětří, když ustupovali před blížící se německou armádou. Během následné německé okupace byla celulózka v roce 1943 uvedena znovu do provozu, a tak ji převzali po obnovení sovětské okupace též sověti. Předválečné úrovně výroby bylo dosaženo až v roce 1954, ale pak následovalo rozšíření výroby o několik papírenských provozů a celková modernizace podniku, který byl pro svou významnost zařazen pod přímou správu Moskvy. Ruku v ruce s tímto růstem však sílila rusifikace, kdy sovětské úřady postupně doplňovaly pracovní sílu přímým dovozem průmyslového proletariátu z Ruska.